# Facultat d'Educació UB
La Facultat d'Educació de la Universitat de Barcelona va néixer el setembre de 2014, fruit de la fusió de les Facultats de Formació del Professorat i de Pedagogia. Tot i així, la història de la Facultat està formada per la història de les facultats que l'han precedit.

## Història

### Facultat de Formació del Professorat
L'any 1931, l'escola Normal de Barcelona, que havia estat creada el 1845, i l'Escola Normal de Noies, fundada el 1861, es van fusionar en un sol centre donant resposta a un model educatiu que optava per la coeducació, la catalanització i la millora de la formació inicial dels mestres. Malgrat aquest avenç, el 1939, la victòria feixista va estroncar l'obra educativa de la Segona República i es va suprimir l'Escola Normal de la Generalitat, se’n va depurar el personal i es va retornar al model de segregació per sexes.
El 1964 es va inaugurar l'Edifici de l'Escola de Magisteri de Sants i el 1967 es va aprovar un pla de formació de mestres que suprimia l'examen d'ingrés però requeria haver cursat el batxillerat superior.
La implantació de la Llei general d'educació del 1970 va comportar el Pla del 1971, que exigia haver cursat el curs d'orientació universitària per ingressar a la Normal. Aquest pla va incorporar les escoles normals a la Universitat, que passaren a denominar-se escoles universitàries del professorat d'EGB.
El 1996 l'Escola es traslladà al Campus Mundet i, el 1998, s'atorgà al centre la possibilitat d'impartir la llicenciatura de Comunicació Audiovisual. Fou així com nasqué la Facultat de Formació del Professorat.

### Facultat de Pedagogia
Els estudis universitaris superiors en Pedagogia, lligats a la Universitat de Barcelona, van començar a principis dels anys 30 per mitjà del Seminari de Pedagogia de l'antiga Facultat de Filosofia i Lletres. El propòsit d'aquest seminari era donar als mestres una formació universitària amb l'esperança de portar l'esperit de la universitat a les escoles.
El 1933, amb l'arribada de la Segona República espanyola, el Seminari de Pedagogia es va transformar en Secció de Pedagogia de la nova Facultat de Filosofia i Lletres i Pedagogia, amb el cultiu i desenvolupament dels estudis superiors pedagògics com a objectiu principal. L'any 1956 es va prendre possessió de la primera càtedra de Pedagogia General i el 1987 es va publicar el Decret segons el qual la Facultat de Pedagogia assolia la independència dins de la Universitat de Barcelona.
La Facultat de Pedagogia també va ser pionera en la introducció de l'ensenyament d'Educació Social en el context espanyol, atès que durant el curs 1988-1989 es va impartir el primer curs de postgrau d'Educació Social. El 1991 es va publicar el Reial decret pel qual s'estableix el títol oficial de diplomat en Educació Social i el 1992 es va iniciar aquest ensenyament en el si de la Facultat.

L'any 1992 es van implantar els nous estudis de Pedagogia, amb un enfocament clar de formació generalista i amb la idea que l'estudiant pogués especialitzar-se a partir de l'oferta d'estudis homologats, com ara la llicenciatura de segon cicle de Psicopedagogia o els títols propis de Pedagogia Social i Formació en les Organitzacions. Finalment, el curs 2010-2011, amb la implantació del màster de Psicopedagogia, culmina l'adaptació de la titulació de Psicopedagogia a l'espai europeu d'educació superior. 

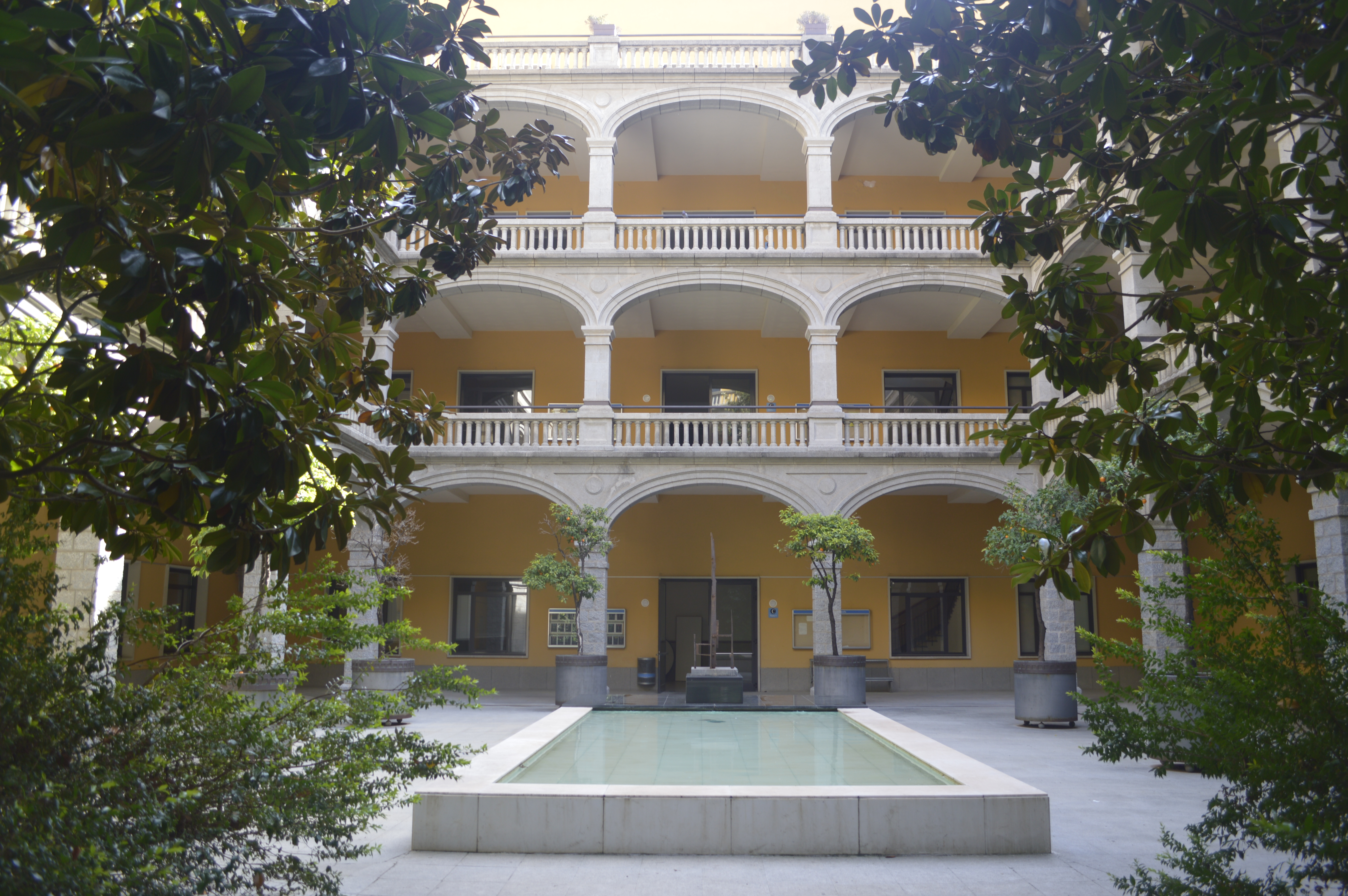
Claustre de l'Edifici Llevant de la Facultat d'Educació

El 2003 es va inscriure l'ensenyament de Treball Social a la Facultat de Pedagogia. Els orígens de l'Escola Universitària de Treball Social es remunten al 1953, quan es va crear la càtedra de Psiquiatria de la Facultat de Medicina de la Universitat de Barcelona.

### Actualitat
Actualment quasi mil cinc-cents estudiants entren cada curs a la Facultat d'Educació.
La Facultat té el compromís de proporcionar una formació adreçada a l'excel·lència mitjançant una oferta acadèmica, en permanent voluntat de millora, que estigui d'acord amb les necessitats i les expectatives dels futurs professionals, de les institucions educatives i de la societat en general, a través de la transferència de coneixement i mantenint una relació oberta i constant amb les institucions del territori.
Una característica important del centre és la qualitat i quantitat de la innovació i la recerca, ja que gairebé tots els docents dediquen una part important del temps a aquesta activitat i participen en projectes d'R+D+I nacionals i internacionals. La Facultat compta amb 21 grups de recerca consolidats i reconeguts per la Generalitat de Catalunya.

## Ensenyaments
L'oferta formativa de la Facultat d'Educació reflecteix i dona resposta a una realitat diversa de l'àmbit de l'educació i de la intervenció social. Actualment, proposa una oferta d'ensenyaments que es concreta en titulacions de grau, de màsters universitaris i màsters i postgraus propis i de doctorat.

### Grau
La Facultat d'Educació ofereix una oferta formativa en 6 graus:
- Educació Social
- Mestre d'Educació Infantil
- Mestre d'Educació Primària
- Doble titulació: Mestre d'Educació Infantil i Mestre d'Educació Primària
- Pedagogia
- Treball Social

### Màsters Universitaris
L'oferta de màsters universitaris de la Facultat d'Educació comprèn formació en diversos àmbits educatius:
- Activitat Física i Educació
- Direcció i Gestió de Centres Educatius
- Educació Interdisciplinària de les Arts
- Educació en Valors i Ciutadania
- Entorns d'Ensenyament i Aprenentatge amb Tecnologies Digitals
- Formació del Professorat de Secundària Obligatòria i Batxillerat, Formació Professional i Ensenyament d'Idiomes
- Formació de Professors d'Espanyol com a Llengua Estrangera
- Intervencions Socials i Educatives
- Investigació i Canvi Educatiu
- Psicopedagogia
- Recerca en Didàctica de la Llengua i la Literatura
- Formació del Professorat d'Educació Secundària Obligatòria i Batxillerat, Formació Professional i Ensenyament d'Idiomes
- Joventut i Societat (biennal)

### Doctorats
Actualment, la Facultat d'Educació compta amb 3 programes de doctorat:
- Activitat Física, Educació Física i Esport

- Didàctica de les Ciències, les Llengües, les Arts i les Humanitats

- Educació i Societat

## Departaments
- Didàctiques Aplicades
- Educació Lingüística i Literària i de Didàctica de les Ciències Experimentals i de la Matemàtica
- Didàctica i Organització Educativa
- Mètodes d'Investigació i Diagnòstic en Educació
- Teoria i Història de l'Educació
- Unitat de Formació i Recerca de Treball Social

## Ubicació

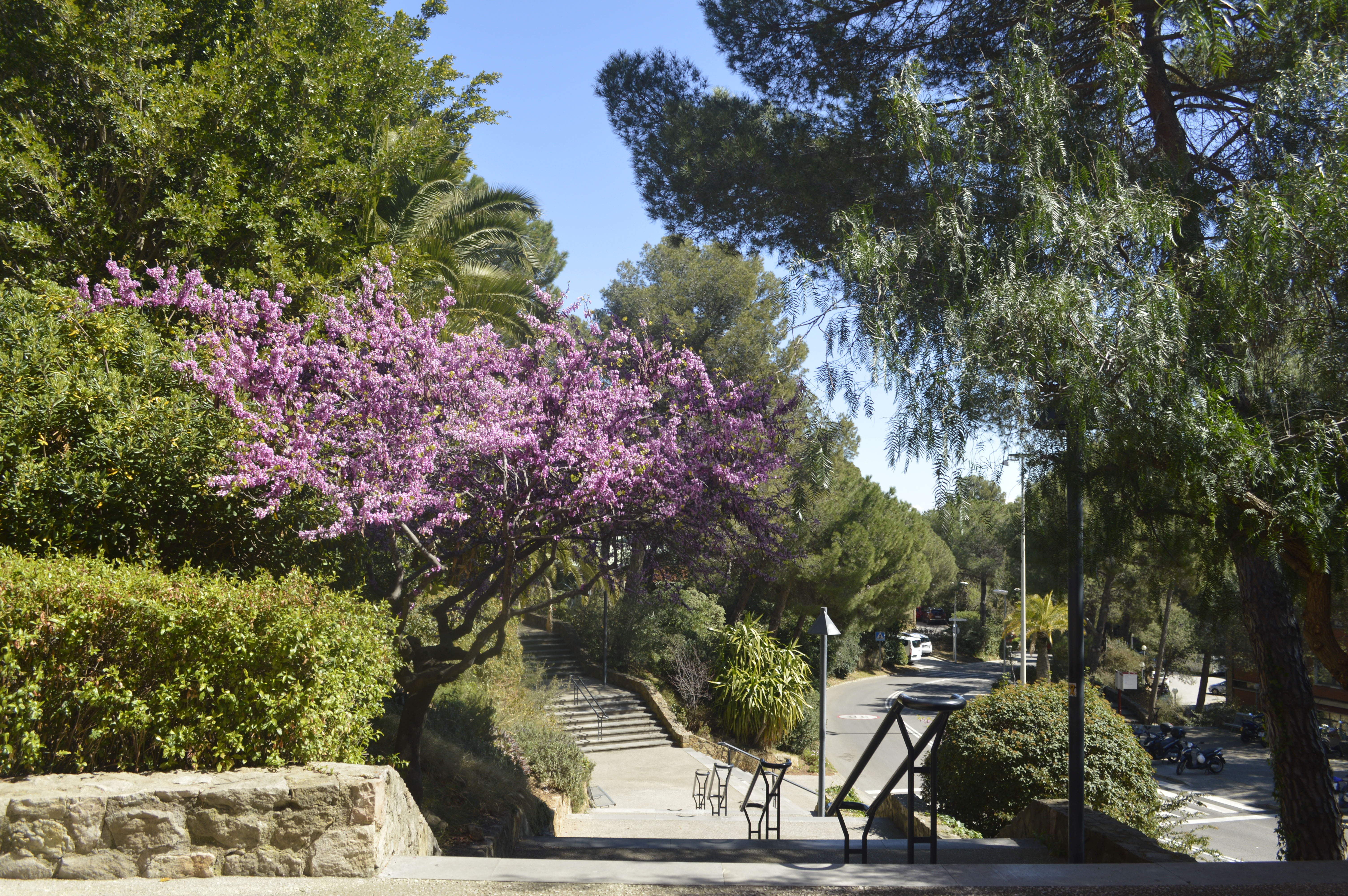
Escales del Campus Mundet que connecten els dos nivells del Campus on es troben l'Edifici Llevant i l'Edifici Migdia I

La Facultat d'Educació està ubicada dins el Recinte Mundet, situat als voltants de la serra de Collserola, on trobem el Campus Mundet fent referència a l'espai universitari i altres serveis educatius i socials de la Diputació de Barcelona.
El Campus Mundet acull les Facultats d'Educació i Psicologia de la Universitat de Barcelona des de 1995.
Actualment la Facultat desenvolupa la seva activitat en 4 edificis:
- Edifici Migdia I
- Edifici Migdia II
- Edifici Llevant
- Edifici Calderes

A més, comparteix equipaments amb la Facultat de Psicologia de la Universitat de Barcelona com l'Edifici del Teatre, on es troba l'aula Magna.

## CRAI Campus Mundet
El CRAI Biblioteca del Campus de Mundet ens ofereix els fons bibliogràfics de suport als programes docents i de recerca dels ensenyaments impartits a les facultats d'Educació i Psicologia. La temàtica dels exemplars que hi podem trobar gira al voltant de l'educació, la psicologia, la formació del professorat i el treball social. Compta amb un total de 8 sales de treball.
Entre la seva col·lecció destaquen:
- Monografies: 157.000 vol.
- Revistes: 1.699 títols de revistes i altres publicacions seriades en format paper i electrònic
- Fons de reserva de llibre de text antic (1789-1970).
- Col·leccions especials: Fons bibliogràfic de l'Escola Normal de la Generalitat (1931-1939), Tests del CRAI Biblioteca del Campus de Mundet, Col·lecció de llibre de text, Fons de literatura infantil i juvenil i el Fons bibliogràfic de l'editorial Mateu
- Col·leccions digitals: llibres de text i manuals d'ensenyaments i Col·lecció de Pedagogia i Educació

## Projectes vinculats a la Facultat d'Educació

### APS[6]
L'aprenentatge servei (ApS) és una proposta que integra el servei a la comunitat i l'aprenentatge acadèmic en un sol projecte que permet a l'alumnat formar-se mentre treballa sobre necessitats reals de l'entorn amb l'objectiu de millorar-lo. Amb aquesta experiència els estudiants optimitzen els aprenentatges i incorporen l'ajuda a la comunitat com a dinamisme formatiu.
Els objectius que persegueix l'ApS són:
- Vincular el coneixement acadèmic amb l'activitat pràctica
- Oferir una experiència formativa que alhora tingui utilitat social
- Contribuir a la formació de ciutadans i futurs professionals

### PSAU[7]
El PSAU (Política Social i Accés a la Universitat) és un programa de la Facultat d'Educació, iniciat el curs 2011-2012, dirigit a impulsar l'accés a la universitat dels sectors de la població que tradicionalment se n'han vist exclosos.
Un grup de professorat i estudiants amb caràcter voluntari, ofereixen el seu temps per fer suport a alumnes de Secundària i Batxillerat en situació de risc d'exclusió social. Els estudiants actuen com a mentors d'un alumne de Secundària i cada grup de 6 ó 7 estudiants fa equip amb un professor/a que actua com a tutor/a i és amb qui es reuneixen regularment al Centre per compartir les experiències viscudes i proporcionar-se suport.

### Revista DIDACTICAE[8]
Didacticae és una revista científica, impulsada per la Facultat d'Educació, d'accés obert i amb avaluació per parells dissenyada com un espai de reflexió i diàleg sobre la recerca en didàctica de les ciències naturals i pures, llengües i literatura, tecnologia, ciències socials, matemàtiques, art visual i plàstic, música, humanitats i educació física. Els articles són en espanyol, anglès i català.
Forma part del portal RCUB (Revistes Científiques de la Universitat de Barcelona) que recull les revistes científiques especialitzades en diversos àmbits temàtics, editades o coeditades per la UB.
IRE
L'Institut de Recerca en Educació és un centre promotor de la investigació en educació format per diversos grups de recerca de Psicologia i Educació que desenvolupen la seva activitat al voltant de 4 temàtiques:
- Contextos d'aprenentatge i educació
- Entorns d'aprenentatge, potenciats per la tecnologia
- Equitat, benestar i inclusió
- Sistema educatiu, formació docent i societat del coneixement
El seu objectiu principal és promoure i potenciar la recerca de qualitat en el camp de l'educació, però en destaquen altres com: 
- Crear i consolidar línies permanents d'investigació en educació
- Crear sistemes de projecció i transferència de les investigacions des d'una perspectiva multidisciplinària i internacional 
- Contribuir a la formació d'investigadors i oferir serveis d'assessoria, consultoria o orientació
- Cooperar amb altres institucions d'investigació de la UB i amb altres universitat i entitats públiques i privades per definir estratègies d'investigació compartida
-  Potenciar els processos d'innovació en diferents àmbits educatius